# Good Morning Nurse
Good Morning Nurse è un cortometraggio muto del 1917 diretto da Allen Curtis.

## Produzione
Il film fu prodotto dalla Victor Film Company.

## Distribuzione
Distribuito dall'Universal Film Manufacturing Company, il film - un cortometraggio in una bobina - uscì nelle sale cinematografiche USA il 6 febbraio 1917.